# Dansac
Dansac er en virksomhed der udelukkende producerer stomiprodukter, inklusive stomi-, ileostomi- og urostomiprodukter.

## Ekstern henvisning
- Dansac